# ProductionQ - Creative House
Công ty Cổ phần ProductionQ (tiếng Anh: ProductionQ Joint Stock Company, gọi tắt là ProductionQ JSC), hay còn gọi với cái tên là ProductionQ - Creative House, là một công ty kinh doanh trong lĩnh vực phim ảnh tại Việt Nam do Nguyễn Phạm Hoàng Quân và Trần Hữu Tấn sáng lập, chuyên sản xuất và phát hành phim điện ảnh, truyền hình, quảng cáo và nội dung truyền thông đa nền tảng. Trụ sở của công ty đặt tại số 126 đường Cù Lao, phường 2, quận Phú Nhuận, Thành phố Hồ Chí Minh (nay là Phường Cầu Kiệu)

## Lịch sử
Công ty Cổ phần ProductionQ được thành lập vào ngày 8 tháng 6 năm 2018 bởi Nguyễn Phạm Hoàng Quân. Ban đầu, công ty được hoạt động trong lĩnh vực sản xuất nội dung và truyền thông tiếp thị, chuyên cung cấp các giải pháp truyền thông tích hợp cho doanh nghiệp, bao gồm TVC quảng cáo, video lan truyền và nội dung số. Sau đó, công ty mới mở rộng hoạt động sang lĩnh vực sản xuất phim điện ảnh, loạt phim trực tuyến, và các dự án giải trí mang tính điện ảnh cao.

## Danh sách phim
| Năm  | Tựa đề                                 | Đạo diễn     | Hợp tác                        | Hình thức            | Chú thích    |
| ---- | -------------------------------------- | ------------ | ------------------------------ | -------------------- | ------------ |
| 2019 | Bắc kim thang                          | Trần Hữu Tấn | —                              | Điện ảnh             |              |
| 2021 | Rừng thế mạng                          | Trần Hữu Tấn | Galaxy Studio                  | Điện ảnh             |              |
| 2022 | Chuyện ma gần nhà                      | Trần Hữu Tấn | —                              | Điện ảnh, web series |              |
| 2022 | Mười: Lời nguyền trở lại               | Hằng Trịnh   | Silver Moonlight Entertainment | Điện ảnh             | Đồng hợp tác |
| 2023 | Tết ở làng địa ngục                    | Trần Hữu Tấn | K+ORIGINAL                     | Web series           |              |
| 2023 | Kẻ ăn hồn                              | Trần Hữu Tấn | —                              | Điện ảnh             |              |
| 2024 | Cám                                    | Trần Hữu Tấn | —                              | Điện ảnh             |              |
| 2025 | Dưới đáy hồ                            | Trần Hữu Tấn | HKFilm                         | Điện ảnh             |              |
| 2025 | Hoàng tử quỷ                           | Trần Hữu Tấn | CJ HK Entertainment            | Điện ảnh             |              |
| TBA  | Tấm: Hoàng cung dị truyện              | Trần Hữu Tấn | TBA                            | Điện ảnh             |              |
| TBA  | Tết ở làng địa ngục 2: U hồn tượng đất | Trần Hữu Tấn | TBA                            | Web series           |              |

## Giải thưởng và đề cử

### Năm 2019
- Đề cử Liên hoan phim quốc tế Busan, hạng mục A Window on Asian Cinema: Bắc kim thang[3]

### Năm 2021
- Đề cử Giải Cánh diều cho Phim truyện điện ảnh xuất sắc: Rừng thế mạng

### Năm 2023
- Giải thưởng Ngôi sao của năm cho Hiện tượng phim ảnh: Tết ở làng địa ngục[4]
- Giải thưởng WeChoice Awards cho Phim truyền hình của năm: Tết ở làng địa ngục
- Đề cử WeChoice Awards cho Phim điện ảnh của năm: Kẻ ăn hồn[5]
- Đề cử Liên hoan phim Châu Á Đà Nẵng lần thứ 2, hạng mục Phim hay nhất - Hạng mục phim Việt Nam dự thi: Kẻ ăn hồn[6]
- Đề cử Liên hoan phim Châu Á Đà Nẵng lần thứ 2, hạng mục Diễn viên nam chính xuất sắc nhất - Hạng mục phim Việt Nam dự thi: Võ Điền Gia Huy (Kẻ ăn hồn)[6]
- Đề cử Giải thưởng truyền hình châu Á lần thứ 29, hạng mục Phim truyền hình hay nhất.: Tết ở làng địa ngục[7]
- Đề cử Giải Cánh diều cho Phim truyền hình xuất sắc: Tết ở làng địa ngục[8]

### Năm 2024
- Đề cử Male Icon Awards 2024, hạng mục Film Director of the Year: Trần Hữu Tấn
- Đề cử WeChoice Awards cho Phim điện ảnh của năm: Cám[9]

### Năm 2025
- Đề cử Liên hoan phim quốc tế Hà Lan (IFFR), hạng mục Limelight: Cám[10]
- Đề cử Liên hoan phim quốc tế Gerardmer, hạng mục Focus V-Horror: Chuyện ma gần nhà
- Giải thưởng Liên hoan Truyền hình toàn quốc lần thứ 42 cho Phim truyện truyền hình: Tết ở làng địa ngục (giải khuyến khích)[11]
- Đề cử Liên hoan phim Châu Á Đà Nẵng lần thứ 3, hạng mục Phim hay nhất - Hạng mục phim Việt Nam dự thi: Cám[12]